# The Strypes
I The Strypes sono stati un gruppo musicale rock irlandese attivo dal 2011 al 2018.

## Storia del gruppo
Il gruppo si è formato a Cavan ed è composto da quattro giovani ragazzi. 
Esso trae ispirazione dalla musica degli anni '60 e '70 di artisti come Dr. Feelgood, Eddie and the Hot Rods, The Rolling Stones, The Yardbirds, ma anche di Chuck Berry e Bo Diddley.
Nell'aprile 2012 il gruppo ha pubblicato un EP autoprodotto di cover. 
Nel marzo 2013 la band ha pubblicato il singolo Blue Collar Jane e nell'aprile seguente è apparsa in televisione al Later... with Jools Holland.
Nel settembre 2013 è uscito il primo album in studio del gruppo Snapshot, prodotto da Chris Thomas. Il disco ha raggiunto la quinta posizione della classifica Official Albums Chart.

## Formazione
Attuale
- Ross Farrelly (nato il 3 settembre 1997) - voce, armonica
- Josh McClorey (nato il 10 settembre 1995) - chitarre, voce
- Peter O'Hanlon (nato il 20 febbraio 1996) - basso, armonica
- Evan Walsh (nato il 30 ottobre 1996) - batteria

Ex membri
- Jack Hayden - basso
- Conor Bates - chitarra

## Discografia

### Album studio
- 2013 - Snapshot
- 2015 - Little Victories

### EP
- 2012 - Young Gifted & Blue